# Polícares
Polícares (en grec antic: Πολυχάρης, llatí: Polychares) fou un atleta de l'antiga Grècia originari de la regió de Messènia.
Va obtenir un triomf a la quarta olimpíada, l'any 764 aC, i, segons Pausànies, va ser la causa de la primera guerra messènica, que va començar l'any 743 aC: enganyat i agredit per l'espartà Evefne, que li va robar els ramats i va matar la seva família, Polícares es va venjar ultratjant altres lacedemonis; els espartans van reclamar al govern de Messènia que els el lliurassin, però, com que no el van voler lliurar, va esclatar la guerra.